# 乙ナティック浪漫ス
乙ナティック浪漫ス（オトナティックロマンス）は、東京都を拠点に活動している日本の女性地下アイドルユニットである。

## 概要
読み『オトナティックロマンス』、略称『オトロマ』
2016年6月、キャプテンである鈴瑚により結成。「大の大人がバカっぽい 地下最年長アイドル 」をキャッチコピーに掲げ活動中のアラフォーアラサーメンバーによるユニット。最近では多く見られるようになった、大人アイドル・アラフォーアイドルなどというカテゴリーの中では一線を画する楽曲とパフォーマンススタイルを目指し、都内地下アイドル界隈を中心に活動してる
2021年、新候補生メンバー「沙弥」が加入。